# Little Annie Fanny
Little Annie Fanny est une série de bande dessinée érotico-humoristique américaine créée le scénariste Harvey Kurtzman et le dessinateur Will Elder. Elle a été publiée d'octobre 1962 à septembre 1988 dans le mensuel érotique Playboy. Jack Davis, Russ Heath et Al Jaffee, entre autres, ont également participé au dessin.

## Synopsis
Cette série à caractère délirant est créée en 1962 sur l'initiative de Hugh Hefner et dure jusqu'en 1988. Cette bande dessinée en couleurs directes pastiche les deux comic strips classiques Little Orphan Annie (typographie, personnages) et Little Annie Rooney, et se moque de la société américaine.
Little Annie Fanny est une jeune femme accorte, dotée de façon superlative de tous les charmes féminins et très naïve, à laquelle surviennent des aventures comiques liées à son sex-appeal hors du commun.

## Albums en français
Des épisodes des aventures burlesques de Little Annie Fanny ont été compilés et publiés, avec textes en français, en quatre volumes couvrant les périodes 1962-1965 (volume 1), 1965-1970 (volume 2), 1970-1977 (volume 3) et 1978-1988 (volume 4).
- Harvey Kurtzman et Will Elder (trad. de l'anglais par Jacques Collin), Playboy's Little Annie Fanny, vol. 1 : 1962-1965 (Bande dessinée), Milwaukie (OR), Les Editions Hors Collection, coll. « coquines », 2001, 117 p. (ISBN 2-258-05664-0).
- Harvey Kurtzman et Will Elder (trad. de l'anglais par Jacques Collin), Playboy's Little Annie Fanny, vol. 2 : 1965-1970 (Bande dessinée), Milwaukie (OR), Les Editions Hors Collection, coll. « coquines », 2001, 111 p. (ISBN 2258056659).
- Harvey Kurtzman et Will Elder (trad. de l'anglais par Jacques Collin), Playboy's Little Annie Fanny, vol. 3 : 1970-1977 (Bande dessinée), Milwaukie (OR), Les Editions Hors Collection, coll. « coquines », 2002, 120 p. (ISBN 2258059003).
- Harvey Kurtzman et Will Elder (trad. de l'anglais par Jacques Collin), Playboy's Little Annie Fanny, vol. 4 : 1978-1988 (Bande dessinée), Milwaukie (OR), Les Editions Hors Collection, coll. « coquines », 2002, 126 p. (ISBN 2258059011).